# Nandipha Mntambo
Nandipha Mntambo (1982) è un'artista sudafricana famosa per le sue sculture, per i suoi video e fotografie.
Il suo lavoro si concentra sulla figura femminile e sull'identità utilizzando materiali organici e naturali.

## Vita
Nandipha Mntambo nasce nello Swaziland, nell'Africa del sud, nel 1982. Si laurea con lode alla facoltà di belle arti della Michaelis School of Fine Art a Città del Capo, nel giugno del 2007. Vive e lavora in Sud Africa

## Lavoro
Nel suo lavoro, Nandipha Mntambo si focalizza sul corpo umano e sulla natura organica dell'identità, utilizzando principalmente materiale naturale e sperimentando con la scultura, la videoarte e la fotografia. Tra i suoi materiali preferiti c'è la pelle di manzo, spesso utilizzata per coprire il corpo umano. In questo modo il suo lavoro oscilla tra l'evocazione dell'uccisione e quella dei corpi, che una volta contenevano creature con quattro stomachi, in grado di respirare e masticare. L'artista abbraccia quest'ambiguità e si diverte a giocare con ciò che è visibile e ciò che non lo è, manipolando le modalità di negoziazione con cui gli spettatori percepiscono la doppia natura del pellame.
Riguardo al suo lavoro l'artista sostiene:
"La mia intenzione è quella di esplorale le proprietà fisiche e tattile del pellame, e i parametri di controllo che mi permettono, o mi impediscono, di manipolare questo materiale in relazione al corpo femminile e all'arte contemporanea. Utilizzo la pelle di mucca per sovvertire le prevedibili associazioni mentali riguardo alla corporeità, alla femminilità, alla sessualità e alla vulnerabilità. Le mie opere vogliono sfidare e sovvertire i preconcetti sulla rappresentazione del corpo femminile" (Dichiarazione sul catalogo di 'Ingabisa', presso Michael Stevenson nel 2007)

## Mostre

### Personali (Selezione)
- 2007 'Ingabisa', Michael Stevenson Gallery, Città del Capo
- 2007 'Locating me in order to see you' (Master's exhibition), Michaelis Gallery, Città del Capo

### Collettive (Selezione)
- 2008 'Disguise', Michael Stevenson Gallery, Città del Capo

Dak'art, Dakar Biennale, Senegal
'Black Womanhood: Images, Icons, and Ideologies of the African Body', Hood Museum of Art, Dartmouth College, Hanover, New Hampshire
'Skin-to-skin: Challenging textile art',t Standard Bank Gallery, Johannesburg
'.za: giovane arte dal Sudafrica', Palazzo delle Papesse, Siena
'The Trickster' at ArtExtra, Johannesburg
- 2007 'Summer 2007/8', Michael Stevenson, Città del Capo

'Apartheid: The South African Mirror', Centre de Cultura Contemporania de Barcelona
'Afterlife', Michael Stevenson Gallery, Città del Capo
- 2006 'Olivida quien soy - Erase me from who I am', Centro Atlantico de Arte Moderno, Las Palmas

'MTN New Contemporaries', Johannesburg Art Gallery, Johannesburg
'Second to None', Iziko South African National Gallery, Città del Capo
- 2005 'In the making: Materials and Process', Michael Stevenson Gallery, Città del Capo
- 2001/2 Cura il Parliamentary Millennium Project (PMP)

## Premi
- 2005 Curatorial Fellowship, Brett Kebble Art Awards
- 2003/4 Mellon Meyers Fellowship, Michaelis School of Fine Arts